# サンチアゴ航空513便事件

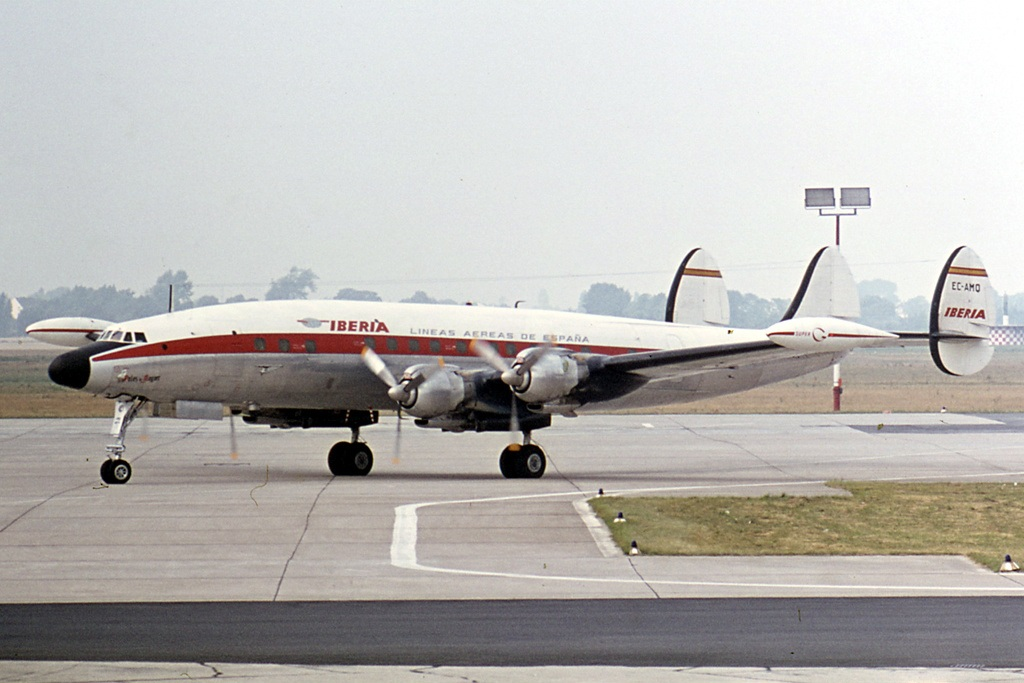
「事故機」とされたロッキード コンステレーション

サンチアゴ航空513便事件（サンチアゴこうくう513びんじけん）とは、アメリカのタブロイド紙・ウィークリー・ワールド・ニューズ、日本のオカルト雑誌ムー、2001年9月放送のTBS系列のバラエティ番組「USO!?ジャパン」といったメディアが報じた、航空機が消息不明となった後、35年後に白骨死体を乗せたまま突然現れたとする架空の事件。
証拠となるものは存在せず逆に反証が多く存在しており、都市伝説、事実確認のないマスコミの情報伝達上の事件とされている。

## 概要
アメリカのタブロイド紙・ウィークリー・ワールド・ニューズは、1989年11月14日号の15ページにおいて、以下のような事件が発生したと報じた。
1989年10月12日、ブラジルのポルト・アレグレ空港に1機のロッキード・スーパーコンステレーションが、管制塔の許可を得ずに着陸した。機内を調べると、乗客乗員あわせて92名全員が白骨死体となっていた。フライトレコーダーを調べてみると、同機は1954年9月4日、西ドイツのアーヘン空港からポルト・アレグレ空港に向かっている途中で行方不明になっていたサンチアゴ航空513便だと判明したと上記のマスコミが伝えた。
ムー1990年3月号、並びに2001年9月放送のTBS系列のバラエティ番組「USO!?ジャパン」においても紹介された。これらのマスコミは、バミューダトライアングルに消えた航空機が帰ってくる「逆バミューダ・トライアングル現象」と報道した。

## 事件に関する傍証
この事件に関する物証はなく、これに該当する事件もなかったことが明らかになっている。したがって、この事件自体がウィークリー・ワールド・ニューズのオリジナルフィクションであると考えられる。そもそも、ウィークリー・ワールド・ニューズの主な記事はジョークもしくは何らかのパロディであり、ウィークリー・ワールド・ニューズ自体が超自然現象や超常現象に関するフィクションならびにジョークを主に扱う風刺タブロイド紙である。以下に主な反論及び反証を挙げる。
- ウィークリー・ワールド・ニューズは、記事中においてサンチアゴ航空(Santiago Airlines)は1956年に廃業したと述べているが、サンチアゴ航空という航空会社はICAOの記録に存在しない[2]。従って、サンチアゴ航空が運行していたとされるアーヘン空港からポルト・アレグレ空港への直行便も実在しない。
- ドイツにはアーヘン空港はないが、アーヘンの名を冠したアーヘン・メルツブリュック飛行場（ドイツ語版）という小規模な飛行場が存在する。この飛行場には、定期旅客便は存在せず、ブラジルへの長距離国際便も当然存在しない。このため、隣国のオランダにある、アーヘンの名を冠した「マーストリヒト・アーヘン空港」と混同して報じた可能性が存在するが、これだとオランダから出発したことになるため記事に矛盾が生じる。また、ブラジルのポルト・アレグレにもポルト・アレグレ空港という空港は存在せず、ポルト・アレグレにあるのはサルガド・フィーリョ国際空港である。
- アメリカのNPO法人『Flight Safety Foundation』の提供するウェブサイト、Aviation Safety Network の航空事故一覧には、1954年9月4日、ならびに1989年10月12日に該当する事故が発生したという記録は存在しない[3]。
- ウィークリー・ワールド・ニューズは、1992年5月26日号において、リオ・デ・ジャネイロ発ハバナ行のDC-3348便が1939年4月16日に行方不明になり、53年後の1992年に36名の白骨化した乗客を載せてコロンビアのボゴタの空港に着陸したという同様の事件を報じている。更に1994年7月5日号にも、着陸日時が違うだけの全く同じ内容の事件を報じ、ボゴタに着陸したのが1994年、55年後の出来事であると改めて伝えている。だが、リオ・デ・ジャネイロ発ハバナ行の直行便は1939年当時存在しなかったことが明らかになっている。Aviation Safety Networkの事故一覧にも、これらの事故の記録はない[3]。
- また、ウィークリー・ワールド・ニューズは1989年7月11日号でも、1942年12月5日にソ連上空で行方不明になった旧ドイツ軍のクラウス・ジーガート大尉が、46年後の1989年6月5日のミンスク空港にやはり白骨化して着陸したと報じている。この事故の記録もAviation Safety Networkの事故一覧には存在しない[3]。
- 自動操縦による初の着陸成功は、1966年のことである。従って1954年当時の旅客機に、着陸が可能な自動操縦装置は存在せず装備され得ない。仮に存在したとしても、後に開発された空港の設備に適合するはずがない。一般に、離陸後3分間と着陸前8分間は、航空機事故が集中する「クリティカル・イレブン・ミニッツ（Critical 11 Minutes）」と呼ばれ、通常は操縦士の制御が必要である。よって、操縦士が白骨死体になっていた場合、通常の着陸を行うことは不可能である。
- 自動着陸装置を持った最初の旅客機はホーカー・シドレー トライデントで、これは1964年に路線就航している。故に、それよりも前に路線就航しているスーパーコンステレーションでパイロットが死亡している場合は、そもそも着陸出来ないはずである。
- フライトデータレコーダー(FDR）は1956年に初めて開発されたもので、1954年に失踪した機に搭載されているはずがない。
- ブラジルの新聞や他のマスコミ、例えばポルトアレグレ発行のZero Horaなどに、該当事件の記事がない。